# Старик (рукав)
Старик (рос. Старик) — річка (стариця) в Україні у Чернігівському районі Чернігівської області. Ліва притока Дніпра (басейн Дніпра).

## Опис
Довжина річки приблизно 9,55 км, найкоротша відстань між витоком і гирлом — 8,06  км, коефіцієнт звивистості річки — 1,18 . Формується багатьма безіменними струмками.

## Розташування
Витікає з Дніпра на південно-західній околиці села Загатка. Тече переважно на південний захід лінією державного кордону Україна-Білорусь. На північно-західній стороні від села Прохорів впадає у річку Дніпро.

## Цікаві факти
- Пригирлова частина річки протікає Міжричинським регіональним ландшафтним парком[4].